# Mitì Vigliero Lami
Maria Teresa Bianca Agata Anita Vigliero Lami, detta Mitì (Torino, 5 luglio 1957), è una giornalista, scrittrice, poetessa e umorista italiana.

## Biografia
Nata a Torino nel 1957, nipote di Remigio Vigliero, noto militare e partigiano, dopo la laurea in Lettere moderne insegna nella scuola secondaria superiore. Trasferitasi a Genova dal 1980, si avvicina alla scrittura attraverso composizioni poetiche e collaborazioni sulla letteratura italiana con riviste letterarie (Resine, Cromorama, OttoNovecento). Nel 1991, pubblica Lo stupidario della Maturità, un sarcastico pamphlet accusatorio nei confronti della scuola italiana, diventando un best seller della narrativa umoristica, che le è valso nello stesso anno il secondo premio al Salone Internazionale dell'Umorismo di Bordighera. Dalla sua esperienza di insegnante ha tratto il saggio Maturità, poesie in prosa. Come giornalista ha collaborato con varie testate, fra le quali Il Giornale, la Repubblica, Libero, Cosmopolitan, Anna, Ticino 7. Online ha curato in particolare un blog, Placida Signora.

## Opere

### Narrativa
- In campagna non fa freddo - Le avventure di una famiglia in fuga dalla città, Mondadori, 2000, ISBN 8804485833.

### Poesia
- E sia follia, 1986.

Online
- Teatrino, raccolta di poesie (1982-92)
- Ci scambiavamo sospiri, e tu avevi la luce della luna, poesie d'amore (2002-03)

### Saggistica
- Maturità, poesie in prosa, Sansoni, 1992, ISBN 8838310475.
- Ricette raccontate: Liguria - Storia della gastronomia ligure, Idea Libri, 1998, ISBN 8870825396.
- L'Alice delle meraviglie - Storia, curiosità e ricette dell'acciuga, "pane del mare", Marsilio, 1998, ISBN 8831770594.
- Saporitissimo Giglio - Storia, curiosità e ricette dell'aglio, Marsilio, 2002, ISBN 8831778749.

### Umorismo
- Lo stupidario della Maturità - Come restare immaturi e vivere felici, Rizzoli, 1991, ISBN 881784117X.
- Il sale di Adamo - Come comportarsi in modo disastroso e vivere felici, Rizzoli, 1993, ISBN 8817842567.
- Il galateo delle scuse - Prontuario ad uso dei bugiardi, Arnoldo Mondadori Editore, 1994, ISBN 8804379332.

## Premi e riconoscimenti
- Dattero d'Argento, Salone Internazionale dell'Umorismo di Bordighera, 1991, "Lo stupidario della Maturità"[2]
- Dattero d'Oro, Salone Internazionale dell'Umorismo di Bordighera, 1994, "Il galateo delle scuse"[2]